# Prince Amoako
Pour les articles homonymes, voir Amoako.
Prince Koranteng Amoako (né le 19 novembre 1973 à Accra au Ghana) est un joueur de football international ghanéen, qui évoluait au poste de milieu de terrain.

## Biographie

### Carrière en sélection
Avec l'équipe du Ghana, il joue 10 matchs (pour aucun but inscrit) entre 1995 et 2002. Il figure notamment dans le groupe des sélectionnés lors de la CAN de 2002.
Il participe également aux JO de 1996.